# Taobao
Taobao (giản thể: 淘宝网; phồn thể: 淘寶網; Hán-Việt: Đào Bảo võng; bính âm: Táobǎo Wǎng, nghĩa là mạng đào bảo vật) là trang mạng mua sắm trực tuyến tiếng Trung tương tự như eBay, Amazon và Rakuten có trụ sở tại Hàng Châu, Chiết Giang và được Tập đoàn Alibaba vận hành.
Kể từ khi được Tập đoàn Alibaba thành lập vào ngày 10 tháng 5 năm 2003, Sàn giao dịch Taobao hỗ trợ bán lẻ khách hàng với khách hàng (C2C), bằng cách cung cấp nền tảng điện toán cho các doanh nghiệp nhỏ và cá nhân mở các gian hàng online để nhắm đến các khách hàng ở những khu vực nói tiếng Hoa (Trung Quốc Đại Lục, Hồng Kông, Ma Cao và Đài Loan) cũng như ở nước ngoài. Tính đến tháng 2 năm 2018, Taobao có trên 580 triệu người dùng hoạt động hàng tháng.
Với trên 1 tỷ sản phẩm được liệt kê vào thời điểm năm 2016, Sàn giao dịch Taobao là một trong 10 trang web được viếng thăm nhiều nhất trên thế giới, theo báo cáo từ Alexa. Trong năm tài khóa 2017, tổng khối lượng hàng hóa (GMV) của Sàn giao dịch Taobao và Tmall.com gộp lại vượt quá 3 ngàn tỉ nhân dân tệ,, nhiều hơn tổng tất cả các doanh nghiệp bán lẻ và trên internet của Mỹ cộng lại. Tờ The Economist gọi Taobao là "sàn giao dịch điện tử lớn nhất nước".
Chủ gian hàng online có thể đăng món hàng cần bán với một mức giá cố định hoặc có thể thông qua hình thức đấu giá. Chỉ một tỉ lệ nhỏ giao dịch được thực hiện bằng hình thức đấu giá trong khi phần lớn hàng hóa được đăng bán với giá đã định sẵn. Khách mua hàng có thể phỏng đoán uy tín của người bán qua những thông tin có được trên web, bao gồm thông số đánh giá, bình luận và khiếu nại từ khách trước đó.

## Lịch sử
Sàn giao dịch Taobao (tên cũ là "Taobao") được Alibaba vận hành vào tháng 5 năm 2003 sau khi eBay thâu tóm Eachnet, đơn vị chuyên tổ chức đấu giá online dẫn đầu Trung Quốc vào thời điểm đó, với giá 180 triệu đô la Mỹ và trở nên một ông lớn của thị trường thương mại điện tử tiêu dùng ở Trung Quốc. Để đối phó với sự bành trướng của eBay, Taobao hỗ trợ khả năng kê miễn phí cho các chủ gian hàng cũng như các chức năng được thiết kế để đám ứng đòi hỏi của người tiêu dụng bản địa, như trình nhắn tin nhanh để hỗ trợ tương tác khách hàng-người bán và công cụ thanh toán chứng thực, Alipay. Hệ quả là, Taobao đã trở nên doanh nghiệp đi đầu ở thị trường Trung Quốc Đại lục chỉ trong vòng hai năm. Thị phần của Taobao tăng vọt từ 8% lên tới 59% chỉ trong giai đoạn từ năm 2003 tới năm 2005, trong khi eBay China lại tuột dốc từ 79% xuống còn 36%. Năm 2006, eBay đóng cửa website dành cho thị trường Trung Quốc. Taobao có chuyên trang thống kê nguồn hàng và sản phẩm bán chạy thường gọi là toptaobao ở địa chỉ: top.taobao.com
Tháng 4 năm 2008, Taobao giới thiệu nền tảng mới dành riêng cho B2C mang tên Taobao Mall để bổ sung cho sàn thương mại C2C. Taobao Mall tự củng cố là nơi cung cấp các thương hiệu chất lượng tốt cho khách hàng Trung Quốc. Vào tháng 11 năm 2010, Taobao Mall vận hành tên miền mới là Tmall.com, và đẩy mạnh vào hàng hóa ngành dọc và cải thiện trải nghiệm mua sắm. Nền tảng này trở thành mảng kinh doanh độc lập từ tháng 6 năm 2011, đến tháng 1 năm 2012 thì đổi tên thành Thiên Miêu (chữ Hán: 天猫, tên tiếng Anh: Tmall). Tháng 10 năm 2013, nó trở thành website được viếng thăm nhiều thứ 8 ở Trung Quốc.
Năm 2008, Taobao kích ngòi cho việc phát triển lĩnh vực mua sắm trực tuyến trên bình diện chung thông qua việc khơi mào chiến dịch "Big Taobao" (Taobao Lớn) nhằm trở thành nhà cung cấp dịch vụ hạ tầng thương mại điện tử cho tất cả đối tác trên thị trường này.
Tháng 6 năm 2011, Chủ tịch Hội đồng Quản trị và cựu Giám đốc điều hành Alibaba Group, ông Mã Vân ra thông báo rằng Taobao sẽ được tách ra thành ba công ty riêng biệt: Taobao Marketplace (nền tảng C2C), Tmall.com (nền tảng B2C; và sau này đổi thành Taobao Mall), và eTao (công cụ tìm kiếm mua sắm trực tuyến). Động thái này được mô tả rằng là cần thiết để Taobao "đáp ứng những nguy cơ cạnh tranh tăng cao trong 2 năm vừa qua khi mà bức tranh Internet và thương mại điện tử đã có những bước thay đổi chóng mặt."
Từ năm 2012, Taobao bắt đầu chấp nhận thanh toán qua thẻ tín dụng quốc tế Visa và MasterCard; trước đó, AliPay chỉ hỗ trợ các ngân hàng nội địa.